# Archie Bell & the Drells
Archie Bell & the Drells (А́рчи Белл энд зе Дреллз) — американская вокальная ритм-н-блюзовая группа из Хьюстона, штат Техас.
Самый большой хит группы — «Tighten Up» (1 место в США в Hot 100 и ритм-н-блюзовом чарте «Биллборда» в 1968 году).
Сингл с этой песней был сертифицирован золотым Американской ассоциацией звукозаписывающих компаний за продажи в белее чем 1 миллионе экземпляров. Также «Tighten Up» находится на 270 месте списка «500 величайших песен всех времён» по версии журнала Rolling Stone.
Кроме того, песня «Tighten Up» в исполнении группы Archie Bell & the Drells входит в составленный Залом славы рок-н-ролла список 500 Songs That Shaped Rock and Roll.

## Дискография
- См. «Archie Bell & the Drells#Discography» в английском разделе.